# Zoek-licht
Zoek-licht, Nederlandsche encyclopædie voor allen was de titel van een encyclopedie die in de jaren 1922-1925 is verschenen bij uitgeverij Van Loghum Slaterius te Arnhem. De encyclopedie, die onder redactie stond van de bibliothecaris Tietse Pieter Sevensma, bestond uit acht delen die elk zo'n 450 pagina's omvatten. In 1931 verscheen een supplement als negende deel.
Hoewel de encyclopedie noch een voorwoord, noch een colofon kende kan worden aangenomen dat ze ten behoeve van de volksontwikkeling werd samengesteld. Wel werd een lijst van medewerkers toegevoegd. De encyclopedie was spaarzaam geïllustreerd met eenvoudige zwart-wit illustraties en een enkele kleurenplaat.
In 1941 verscheen een tweede druk, onder de titel: Het nieuwe zoeklicht, Nederlandse encyclopædie voor allen. Deze bestond uit 4 delen. Ook hiervan was Sevensma de redacteur.
De derde en laatste druk verscheen van 1956-1960 onder de titel: Zoek-licht encyclopedie. Vraagbaak voor Noord- en Zuid-Nederland in 10 delen. Het was een geheel herziene druk, waarvoor Sevensma nog steeds de hoofdredactie verzorgde, maar waaraan tevens G. Schmook speciale medewerking verleende. Na deze uitgave trok Sevensma zich terug. Een vervolgdruk is er nimmer geweest.